# Chips tortillas

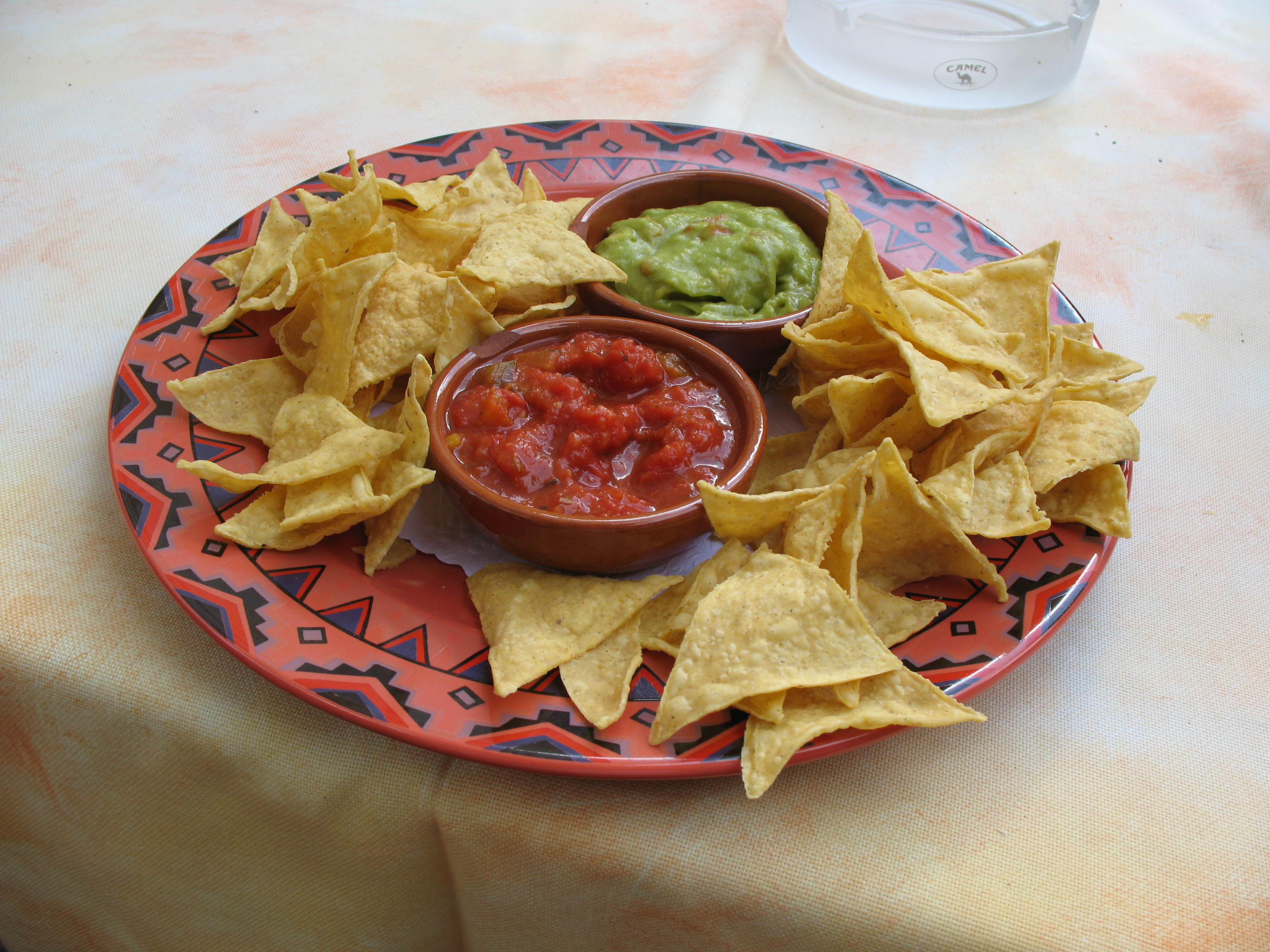
Une assiette de chips tortillas avec de la trempette et de la sauce salsa.

Les chips tortillas sont des chips faites à partir de tortillas de maïs taillées en morceaux et frites. Elles peuvent être mangées en trempette avec par exemple de la sauce salsa ou du chile con queso.
Les ingrédients sont très simples : maïs, huile végétale, sel et eau. Les chips tortillas ont été inventées à Los Angeles dans les années 1940 bien qu'elles soient considérées comme un aliment mexicain. Cette confusion vient surement du fait que les chips tortillas sont la version commerciale des totopos, une spécialité mexicaine. Les totopos ont une texture totalement différente des chips tortillas, elles sont plus épaisses et sont à base de tortillas de maïs à usage culinaire. La couleur des chips tortillas dépend de celle du maïs utilisé. Ainsi, si ces chips sont généralement jaunes, il est aussi possible d'en trouver de couleur blanche, verte, bleu et rouge dans le commerce.

## Consommation
Les chips tortillas sont l’apéritif le plus typique des cuisines tex-mex et mexicaine. Cependant ce plat est rarement proposé dans les restaurants. Les chips tortillas sont connues en dehors des États-Unis depuis les années 1970. Elles se mangent écrasées avec une sauce piquante ou du chili au fromage. Quand elles ne sont pas écrasées, on les consomme avec du guacamole. Les chips tortillas peuvent s'acheter dans presque n'importe quel supermarché occidental. Elles sont commercialisées notamment par Tostitos, Doritos et Mexitos.